# Koniecpol Centrum
Koniecpol Centrum – przystanek kolejowy w Koniecpolu  na linii nr 61 (Kielce Główne – Fosowskie), w województwie śląskim, w Polsce. 
W lipcu 2021 r. PKP PLK ogłosiły przetarg na jego budowę, a na koniec 2022 r. zapowiedziano rozpoczęcie prac przy budowie. 11 czerwca 2023 roku przystanek oddano do użytku.